# Dasybranchethus fauveli
Dasybranchethus fauveli är en ringmaskart som beskrevs av Monro 1931. Dasybranchethus fauveli ingår i släktet Dasybranchethus och familjen Capitellidae. Inga underarter finns listade i Catalogue of Life.